# Rikitea
Rikitea é uma vilarejo na ilha de Mangareva e é, também, capital do arquipélago de Gambier, pertencente à Polinésia Francesa. Localiza-se no sopé do Monte Duff e, toda ela, é edificada ao longo de uma única rua que percorre a lagoa ao longo da baía. É servida pelo Aeródromo de Totegegie.
A cidade possui a catedral de São Miguel (Saint-Michel), capaz de acomodar 1.200 pessoas, sendo esta totalmente construída a partir de blocos de coral entre 1839 e 1858, sob a autoridade de Honoré Laval, tem uma dimensão de 48 m de comprimento por 18 de largura, seu altar é de madeira que está incrustada com nácar.
Outras vestígios e ruínas do passado do berço do catolicismo polinésio podem ser vistos e visitados. Incluindo o convento de Rouru, várias torres, como a torre do Rei, o poço real de alimentos, as ruínas de antigas construções da realeza polinésia, poder-se-á, de igual forma, encontrar um arco do triunfo e uma antiga tecelagem ao lado da catedral.
Esta pequena cidade é ocupada por uma centena de casas habitadas pelos locais, seguido por alguns edifícios oficiais, incluindo uma delegacia. Há ainda seis lojas, uma enfermaria, uma estação meteorológica e a Catedral de São Miguel. Também, possui, uma escola de gravura sobre nácar (CED), que tornou famosas as ilhas Gambier. Em 2002, Rikitea detinha 511 dos 872 habitantes da ilha.

## Galeria

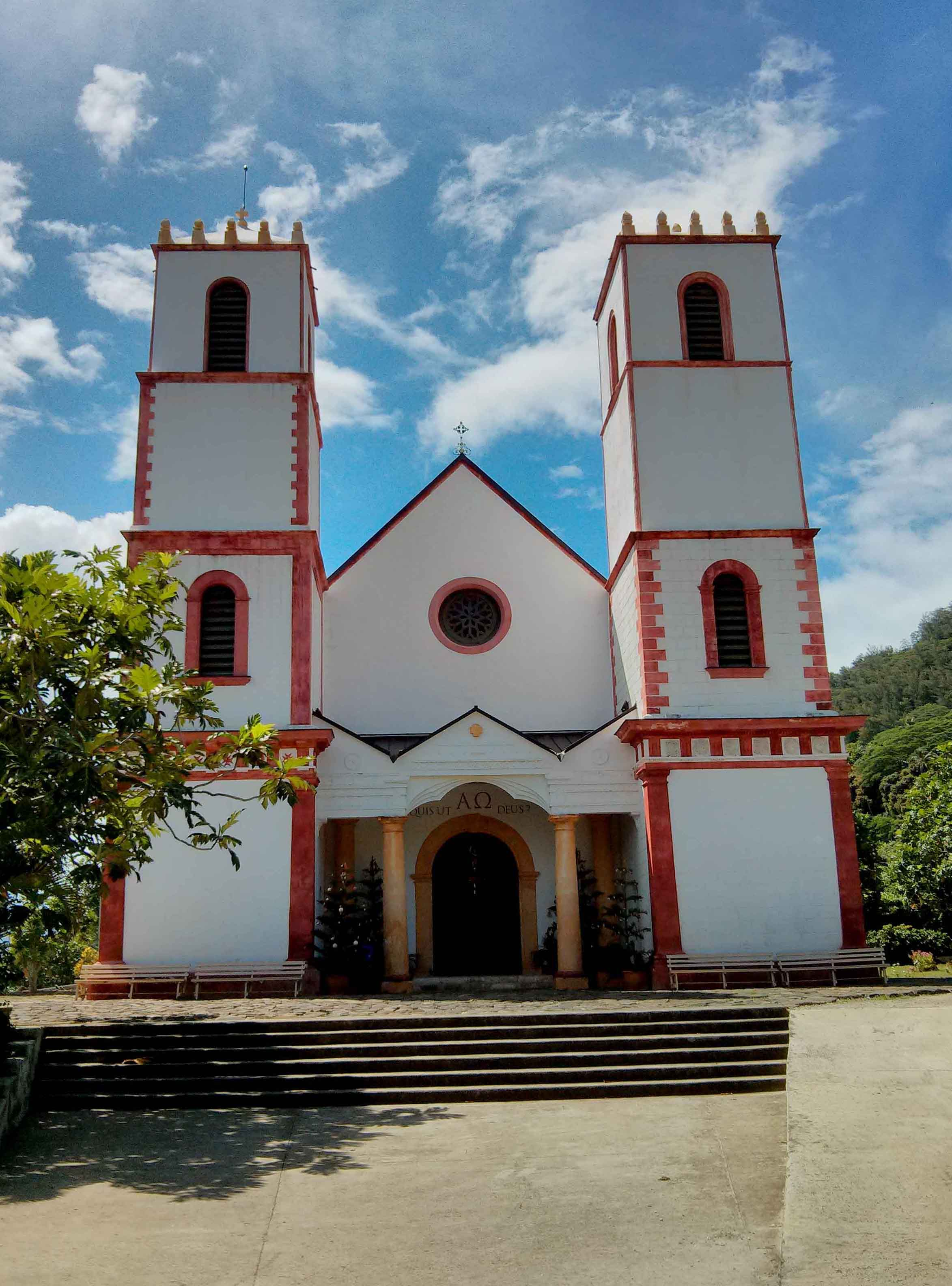
Catedral de São Miguel (Saint-Michel) de Rikitea em 2014.
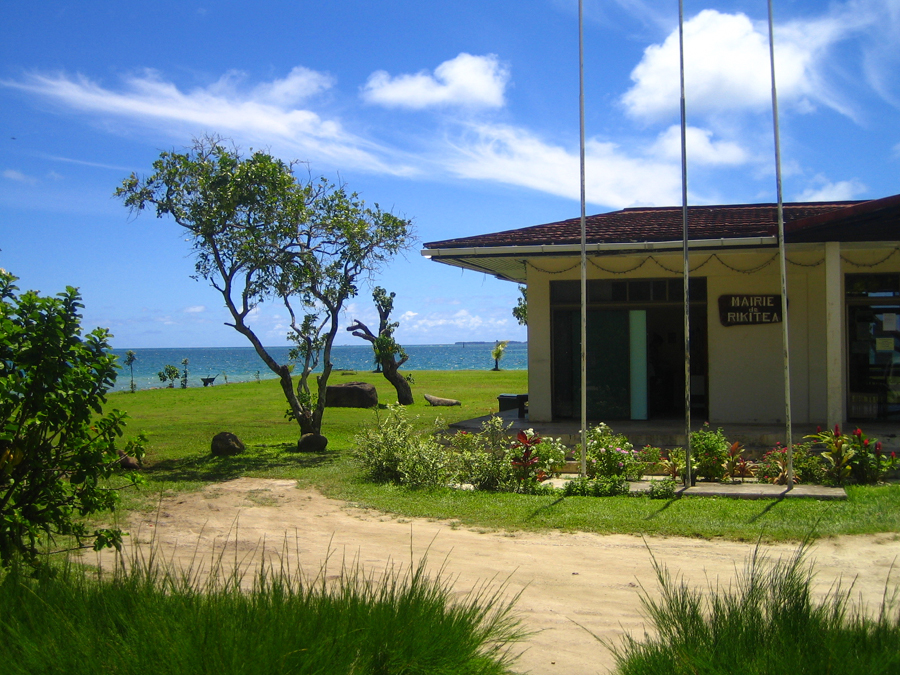
Câmara Municipal de Rikitea em 2006
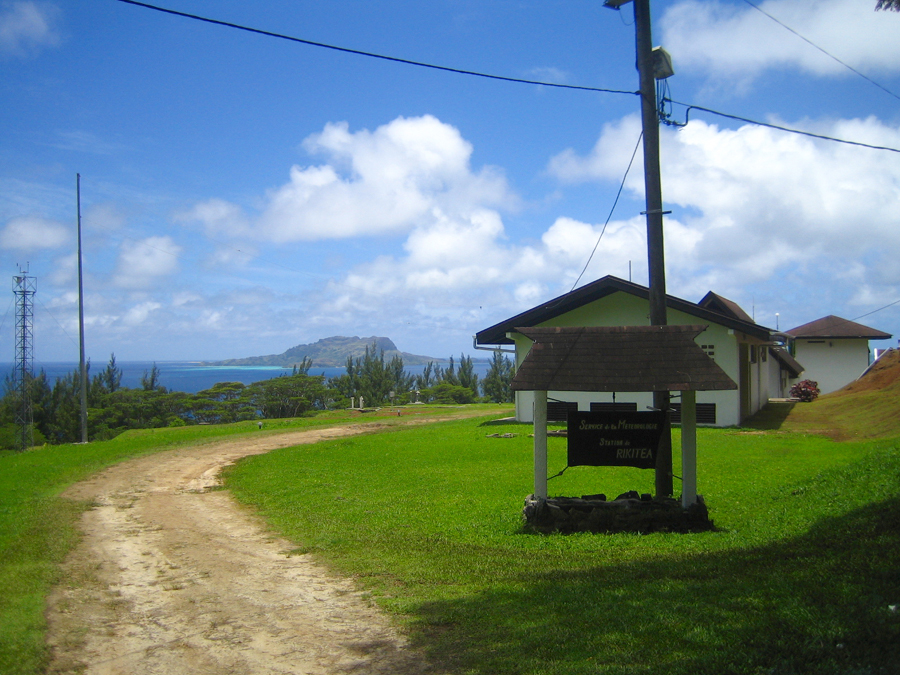
Estação meteorológica de Rikitea em 2006
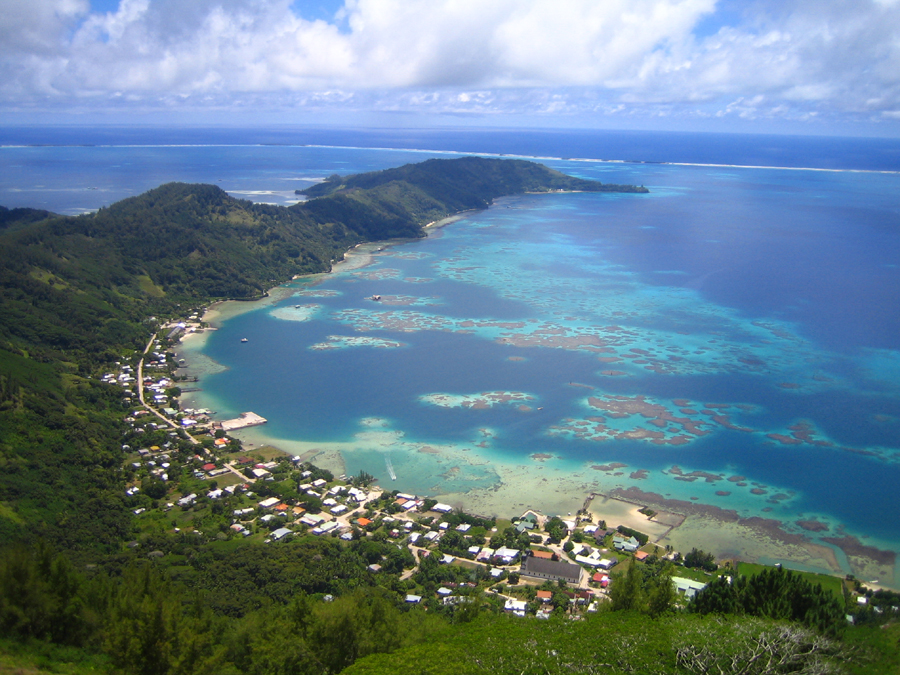
Vista de Rikitea a partir do Monte Duff em 2006.

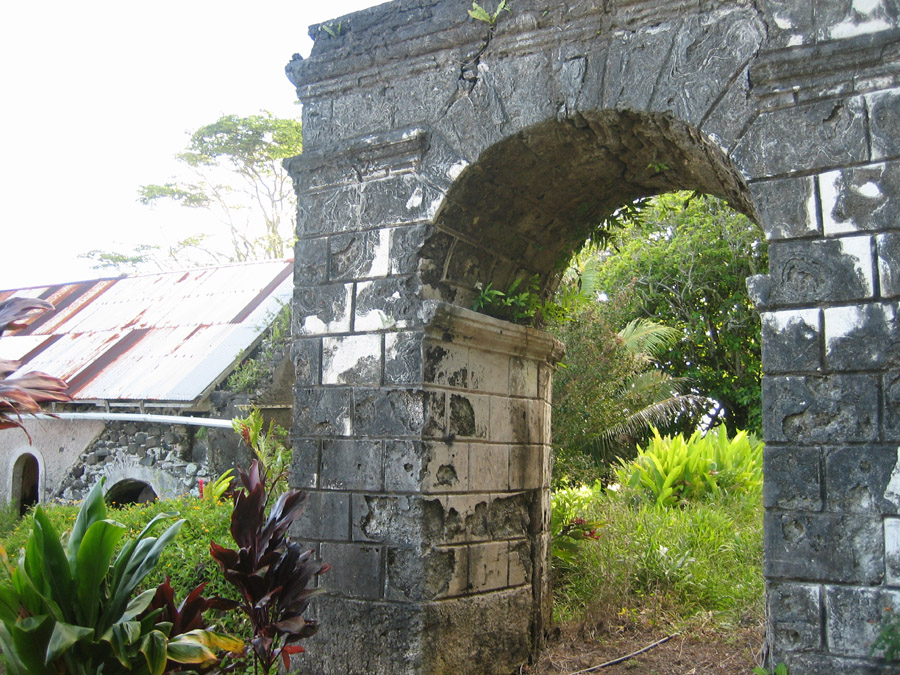
Ruínas do convento de Rouru, construído pelos missionários em 1842.
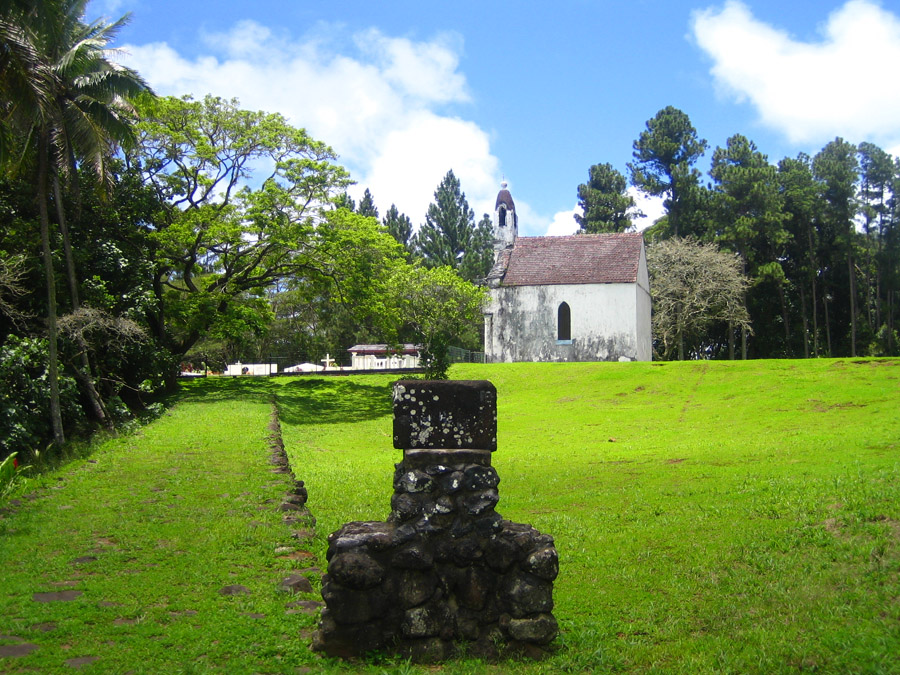
Túmulo do Rei, também chamada de capela de São Pedro (Saint-Pierre) construída em 1847.